# Micrabraxas melanodonta
Micrabraxas melanodonta là một loài bướm đêm trong họ Geometridae.